# 蓋瑟克巴赫河

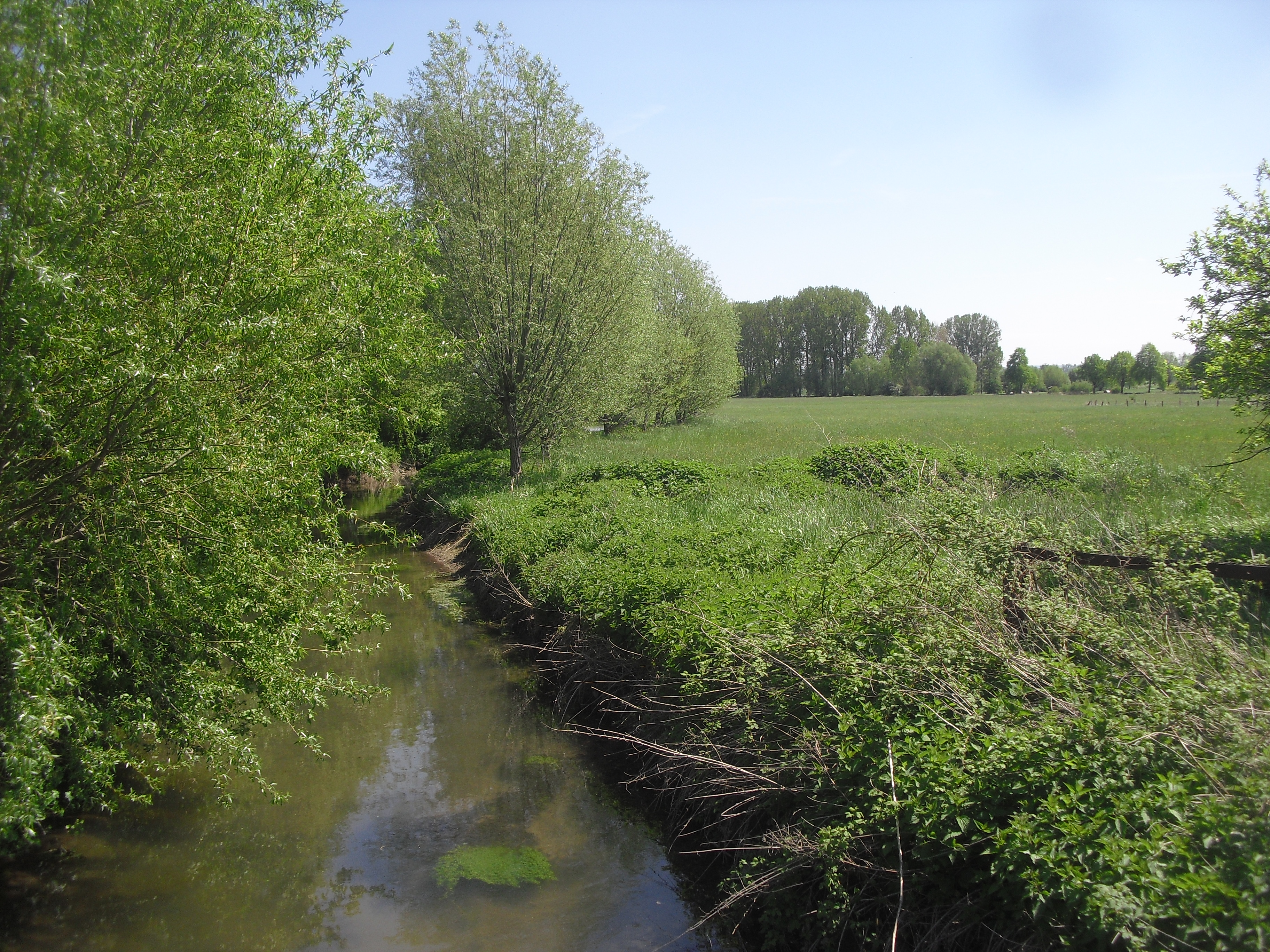

51°41′00″N 8°28′36″E / 51.683359°N 8.476534°E
蓋瑟克巴赫河（德語：Geseker Bach），是德國的河流，位於該國西部，流經北萊茵-威斯特法倫州，屬於布蘭登鮑姆巴赫河的右支流，河道全長8公里，流域面積54平方公里。